# 1953 у літературі

## Нагороди
- Нобелівську премію з літератури отримав британський політичний діяч і письменник Вінстон Черчилль.

## Народились
- 3 квітня — Пітер Аспе, бельгійський письменник.
- 10 травня — Ральф Ротманн, німецький письменник, поет і драматург.
- 2 жовтня — Ліза Сент-Обін де Теран, англійська письменниця, авторка автобіографічних романів і мемуаристка.

## Нові книжки
- Дев'ять оповідань.